# Ahmed El Felah
Ahmed El Felah, né le 15 juillet 1931 à Tunis et décédé le 2 juillet 2008, est un footballeur tunisien.
Il évolue durant toute sa carrière au poste de défenseur au sein du Club africain.

## Carrière
- 1949-1963 : Club africain (Tunisie)[1]